# Frans Jozef van Guise
Frans Jozef van Guise (Parijs, 28 augustus 1670 - aldaar, 16 maart 1675) was van 1671 tot aan zijn dood hertog van Guise en Joyeuse en prins van Joinville. Hij behoorde tot het huis Guise.

## Levensloop
Frans Jozef werd geboren in het Hôtel de Guise als zoon van hertog Lodewijk Jozef van Guise uit diens huwelijk met Elisabeth Margaretha van Orléans, hertogin van Alençon en dochter van hertog Gaston van Orléans. Hij was een neef in de eerste graad van Gian Gastone de' Medici, groothertog van Toscane, een neef in de tweede graad van koning Lodewijk XIV van Frankrijk en stamde af van het Franse koningspaar Hendrik II en Catharina de' Medici. 
Na het vroegtijdige overlijden van zijn vader in 1671 werd de bijna eenjarige Frans Jozef hertog van Guise, hertog van Joyeuse en prins van Joinville. Ook werd hij hertog van Alençon genoemd, een titel die hij, zij het formeel, uitoefende in de naam van zijn moeder. Nadat zijn grootmoeder van moeders kant in 1672 was overleden, namen Frans Jozef en zijn moeder hun intrek in het Palais du Luxembourg.
Hij had een extreem zwakke gezondheid en op vierjarige leeftijd kon hij nog steeds niet lopen. Nadat zijn verzorgster hem per ongeluk had laten vallen, overleed Frans Jozef in maart 1675 aan de gevolgen van een hoofdwond. De titels van de jongen, de laatste mannelijke vertegenwoordiger van de hoofdlinie van het huis Guise, werden geërfd door zijn oudtante Maria van Guise.